# 089 (prefisso)
089 è il prefisso telefonico del distretto di Salerno, appartenente al compartimento di Napoli.
Il distretto comprende la parte occidentale della provincia di Salerno. Confina con i distretti di Napoli (081) a ovest, di Avellino (0825) e di Sant'Angelo dei Lombardi (0827) a nord e di Battipaglia (0828) a est.

## Aree locali e comuni
Il distretto di Salerno comprende 29 comuni inclusi nelle 3 aree locali di Amalfi, Baronissi (ex settori di Baronissi, Montecorvino Rovella e San Cipriano Picentino) e Salerno. I comuni compresi nel distretto sono: Acerno, Amalfi, Atrani, Baronissi, Calvanico, Castiglione del Genovesi, Cava de' Tirreni, Cetara, Conca dei Marini, Fisciano, Furore, Giffoni Sei Casali, Giffoni Valle Piana, Maiori, Mercato San Severino, Minori, Montecorvino Pugliano, Montecorvino Rovella, Pellezzano, Pontecagnano Faiano, Positano, Praiano, Ravello, Salerno, San Cipriano Picentino, San Mango Piemonte, Scala, Tramonti e Vietri sul Mare .